# 約束 (シンシアの曲)
「約束」（やくそく）は、シンシア（南沙織）通算30枚目のシングル。1993年3月21日発売。発売元はソニー・ミュージックエンタテインメント（現：ソニー・ミュージックレーベルズ）。

## 解説
復帰後2作目となるシングル盤。「約束」は、JR東日本のコマーシャルソングに起用された楽曲で、作詞は阿久悠が担当した。のちに阿久本人が選曲した作詞家生活30周年記念CD-BOX『移りゆく時代 唇に詩 〜阿久悠大全集〜』（1997年5月21日）にも、シンシアの曲で唯一収録されている。作曲は、"かぐや姫" "風" のメンバー・伊勢正三による。1970年代に発表された「南沙織」名義の作品を含め、伊勢から提供を受けるのは初めてであった。なお、「約束」が収録された通算21枚目のスタジオ・アルバム『Art of Loving』（1993年10月1日）では、本楽曲以外にもオリジナル曲の提供を受けている。
カップリング曲の「光る女」は元々、復帰後第1弾アルバム『MATURITY』（1992年6月21日）の2曲目に収録されていた。ミュージック・ビデオも製作されており、PV集『Cynthia Clips』（1992年11月21日）に収められた。このPV集は、2000年6月7日発売の30周年CD-BOX『CYNTHIA ANTHOLOGY』でDVD化されたが、「光る女」のみが収録カットされたため、現在視聴するのは困難となっている。

## 収録曲
1. 約束（4:44）
  - 作詞: 阿久悠、作曲: 伊勢正三、編曲: 萩田光雄
  - JR東日本イメージソング
2. 光る女（5:38）
  - 作詞: 阿久悠、作曲: 井上大輔、編曲: 萩田光雄
3. 約束　‐オリジナルカラオケ‐

## 収録作品
- 約束
Art of Loving
Cynthia Best 〜 Eternity
CYNTHIA ANTHOLOGY
Cynthia Premium
GOLDEN☆BEST 南沙織 コンプリート・シングルコレクション
CYNTHIA ALIVE
- 約束 -2000 salt Remix version-
CYNTHIA ANTHOLOGY
- 光る女
MATURITY
CYNTHIA ANTHOLOGY
Cynthia Premium